# Topolovo, Kozje
Topolovo este o localitate din comuna Kozje, Slovenia, cu o populație de 45 de locuitori.